# Apolinářská
Apolinářská je ulice v Praze 2-Novém Městě, která spojuje ulice Na Slupi a Ke Karlovu. Její délka ulice je přibližně 610 metrů a od ulice Na Slupi směrem vzhůru k ulici Ke Karlovu překonává převýšení 36 metrů.

## Název ulice
Název ulice pochází od gotického kostela sv. Apolináře, založeného císařem Karlem IV. roku 1362. Podle některých historiků byl kostel sv. Apolináře založen na místě tak, aby společně se čtyřmi dalšími pražskými kostely tvořil tvar kříže (kříž kostelů).

## Pamětihodnosti v ulici a okolí
- Městské lázně Albertov, č.p. 434/1
- Klášter Alžbětinek, č.p. 448/2; kulturní památka
- Gotický kostel svatého Apolináře z roku 1362; kulturní památka
- Kanovnický dům, č.p. 447/4; původní sídlo staré porodnice u Apolináře, v současnosti je zde Klinika adiktologie Všeobecné fakultní nemocnice v Praze
- Jedová chýše, v místě domu č.p. 445/6 (zaniklo)
- Doprava a sklad dekorací Národního divadla, č.p. 438/7
- Měšťanský dům, č.p. 444/8; kulturní památka
- Velvyslanectví Lucemburského velkovévodství, č.p. 439/9; Dům u Charvátů, kulturní památka
- Fara, č.p. 443/10; kulturní památka
- Zemská porodnice u Apolináře - gynekologicko-porodnická klinika, č.p. 441/18; nejstarší porodnické zařízení v Českém království, vystavěné ve stylu anglické gotiky; kulturní památka
- Urologická klinika VFN a 1. LF UK v Praze, č.p. 459/20; postaveno v roce 1976 ve stylu brutalismu, architekti Vratislav Růžička, Boris Rákosník a Eva Růžičková

## Doprava
V ulici je zastávka autobusu „Apolinářská“, která je obsluhována malými autobusy (midibusy) linky č. 148 (okruh I. P. Pavlova přes Karlovo náměstí zpět do zastávky I. P. Pavlova)

## Galerie

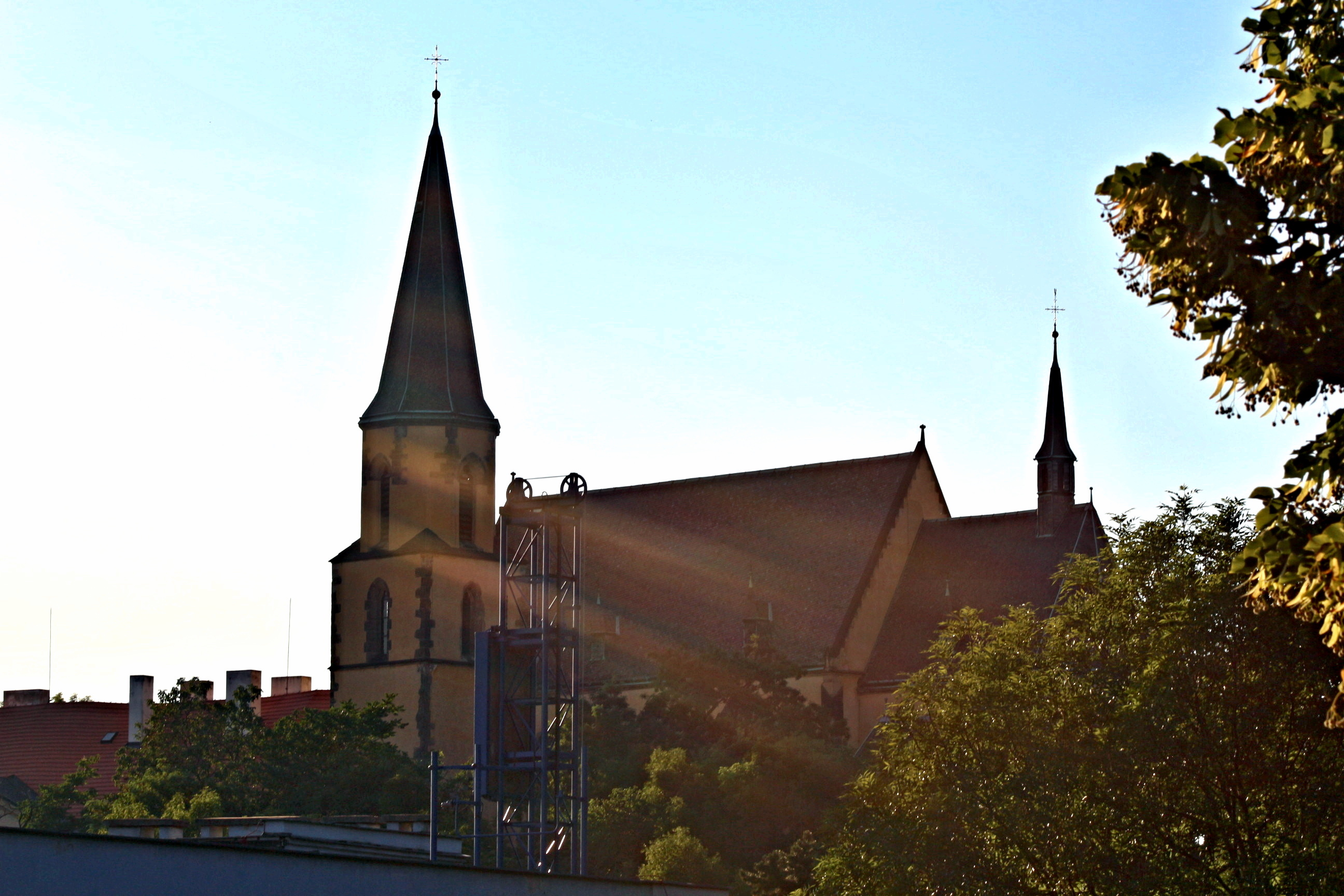
Kostel svatého Apolináře
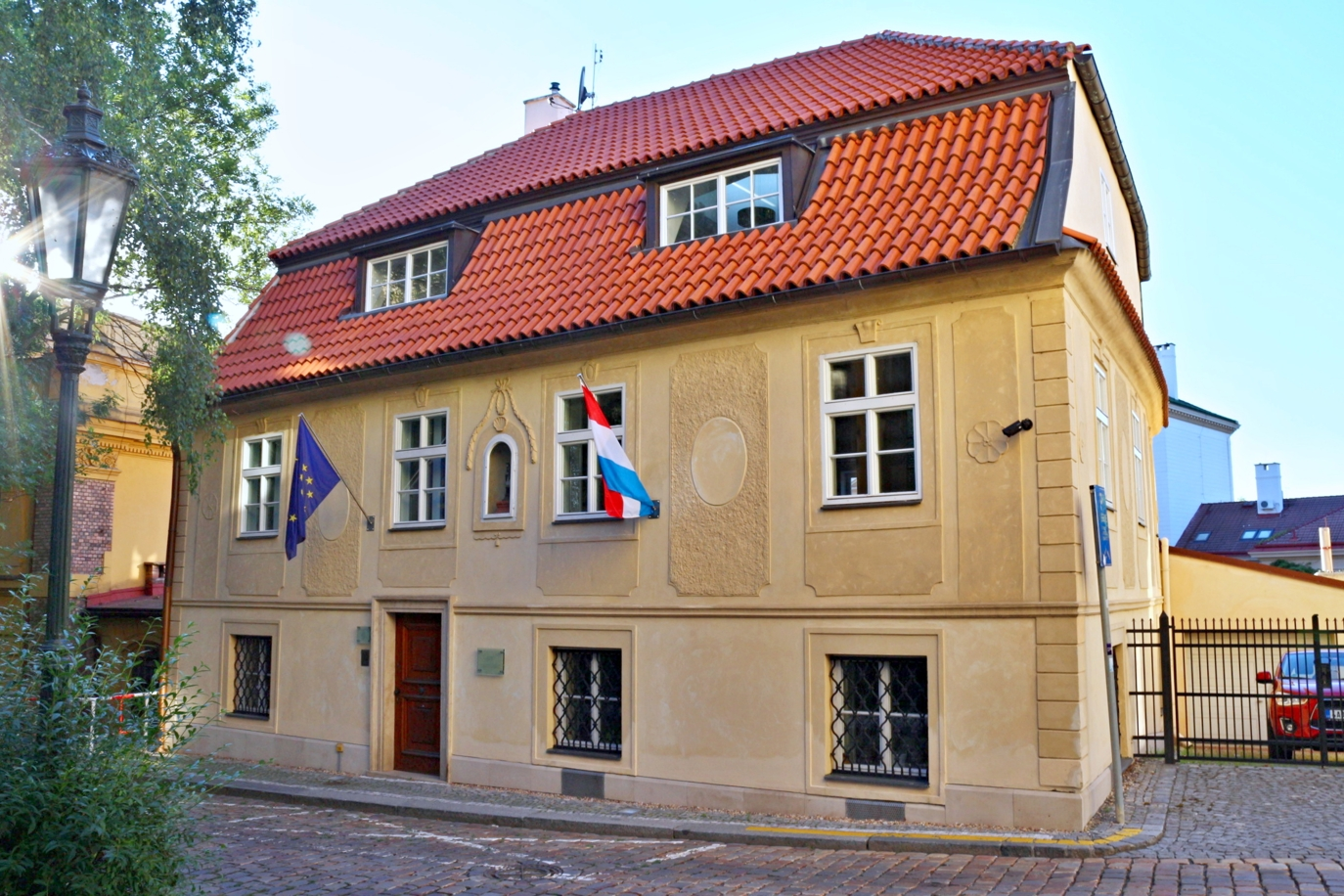
Budova velvyslanectví Lucemburského velkovévodství
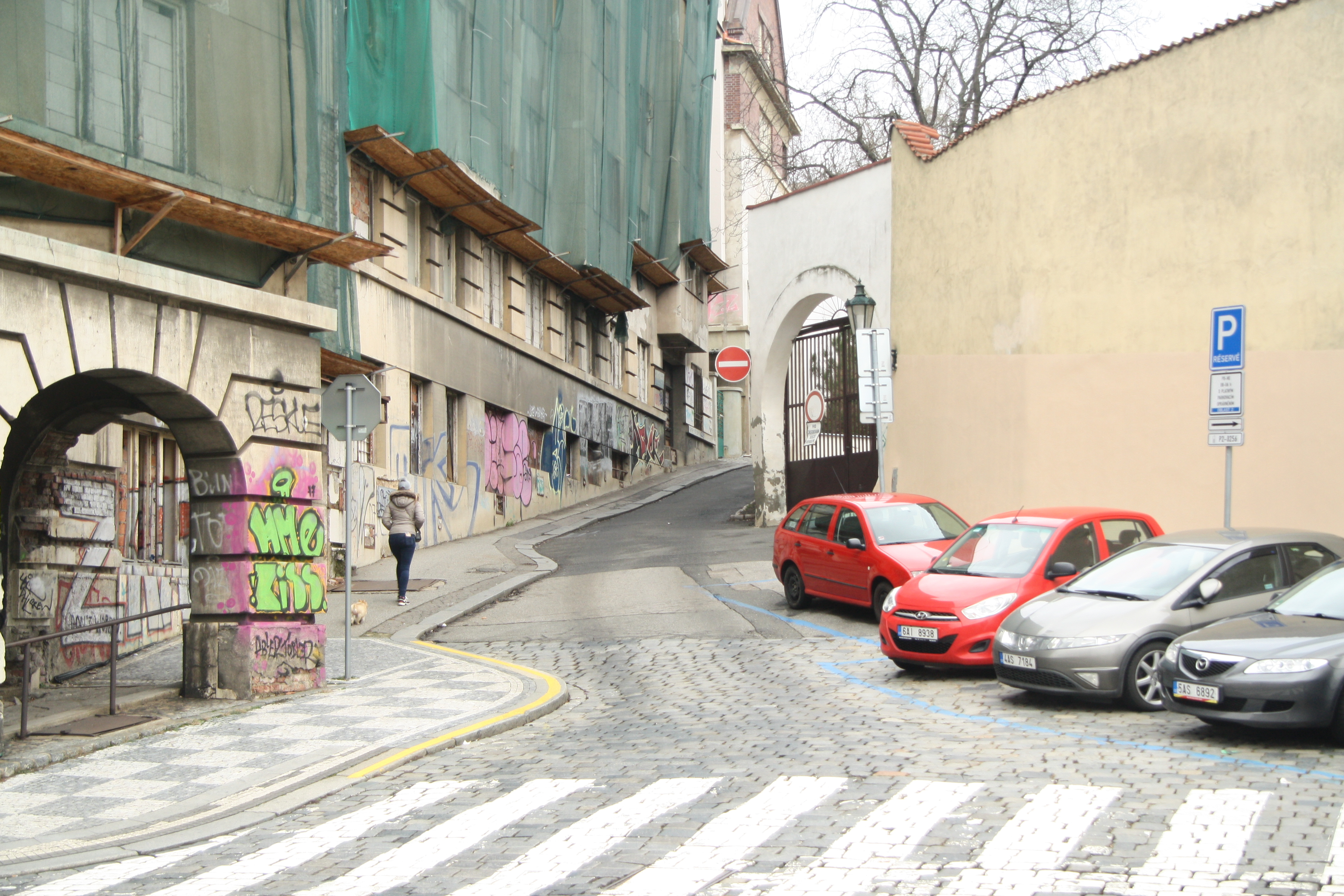
Pohled z ulice Na Slupi
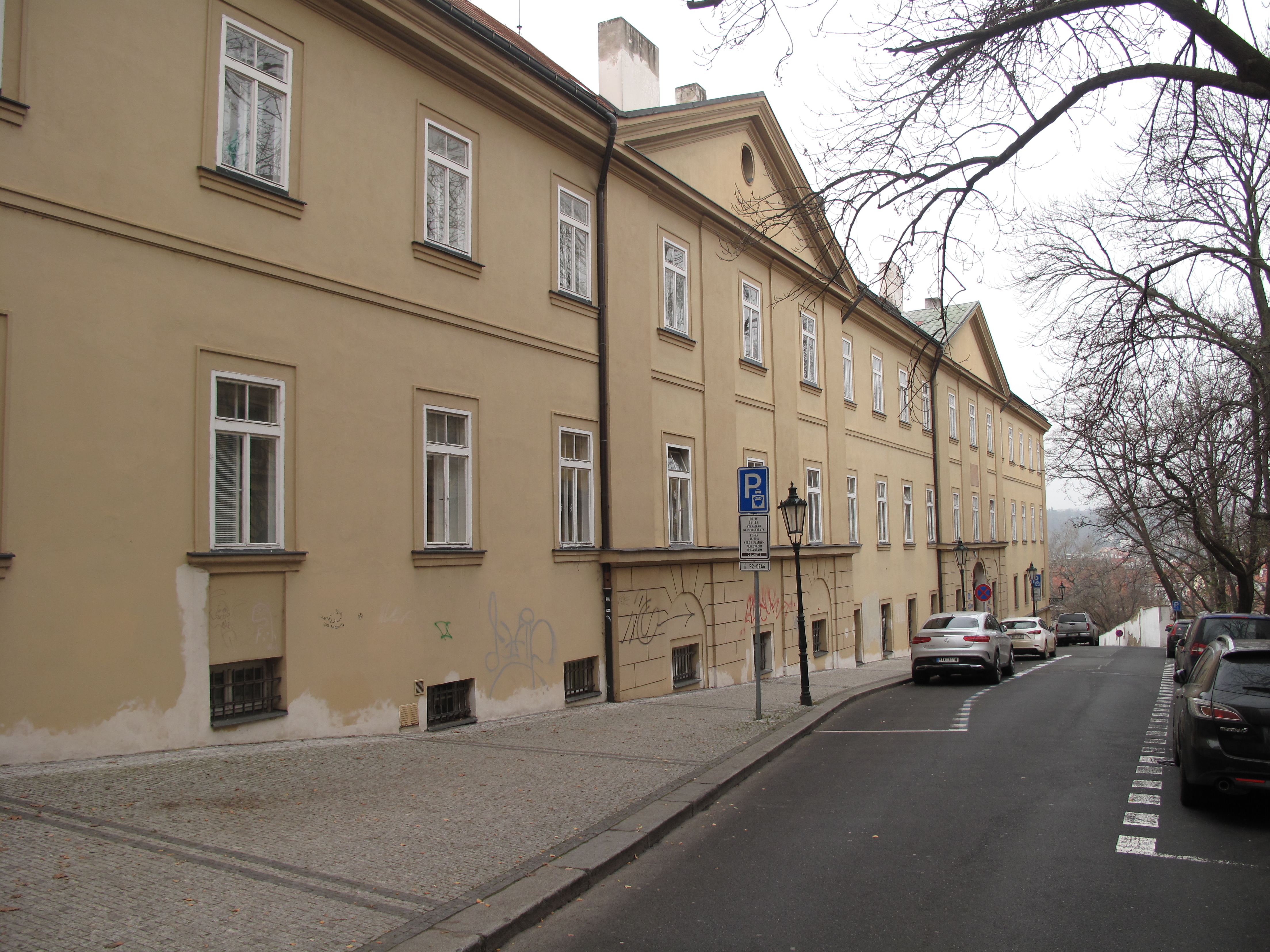
Kanovnický dům
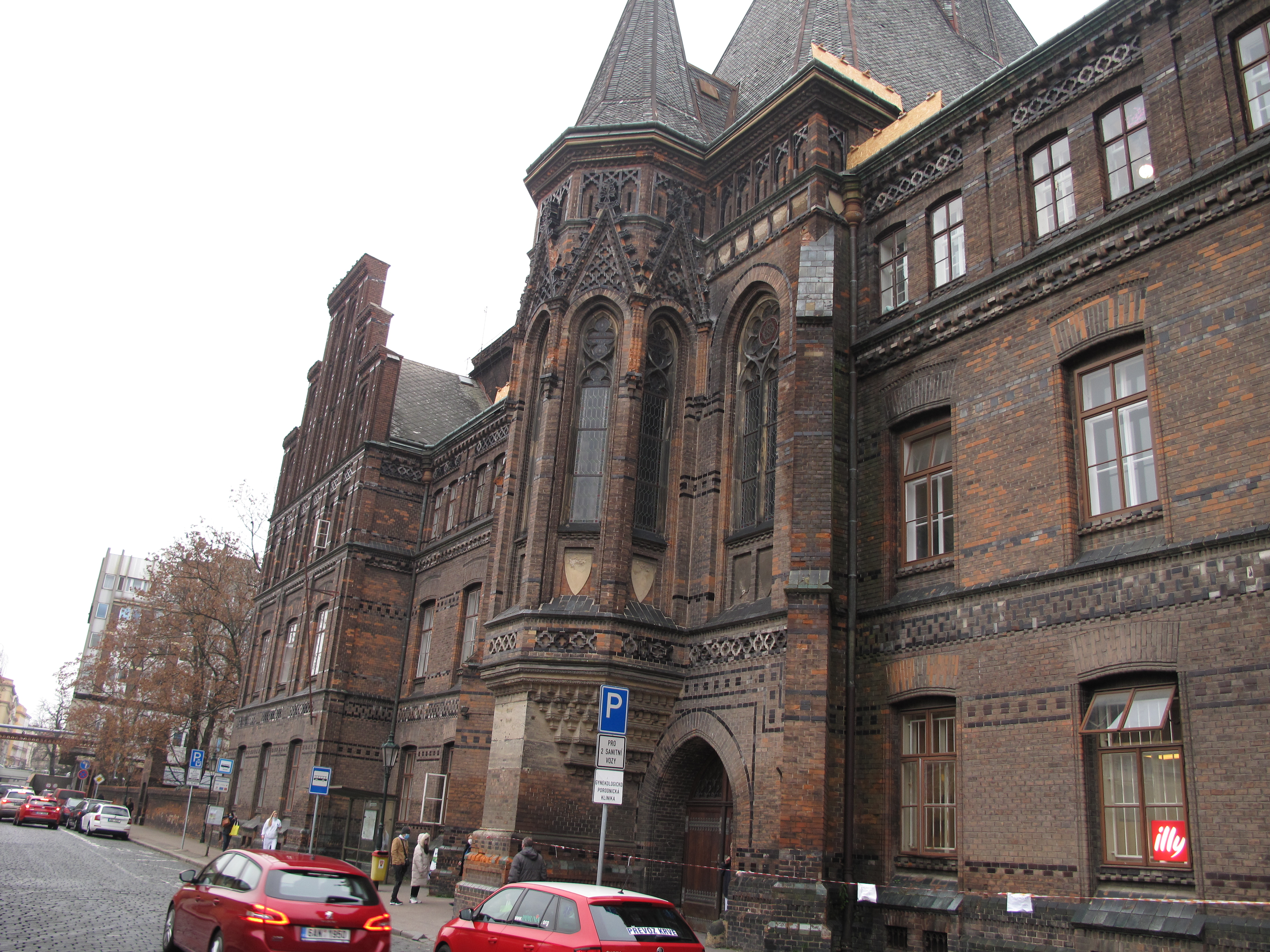
Zemská porodnice U Apolináře